# اكمة الطيوب (السياني)

تعديل مصدري - تعديل

اكمة الطيوب محلة تابعة لقرية الدمنة، التابعة لعزلة عميد الخارج بمديرية السياني إحدى مديريات محافظة إب في الجمهورية اليمنية.، بلغ تعداد سكانها 24 حسب تعداد اليمن لعام 2004.